# Frankie Knuckles
Francis Warren Nicholls, Jr. (18 de janeiro de 1955 – 31 de março de 2014) foi um DJ americano, produtor de discos e remixer. Ele desempenhou um papel importante no desenvolvimento e popularização da house music em Chicago durante os anos 80, quando o gênero estava em sua infância. Em 1997, Knuckles ganhou o Grammy Award de remixer do ano, não-clássico. Devido à sua importância no desenvolvimento do gênero, Knuckles era conhecido como "O Poderoso Chefão da House Music".
Knuckles morreu em 2014, em Chicago, por complicações de diabetes.

## Morte
Em meados dos anos 2000, Knuckles desenvolveu diabetes tipo II. Ele desenvolveu osteomielite após se lesionar com um snowboard a pé, e teve que ser amputado depois de recusar-se a tirar uma folga para tratamento. Em 31 de março de 2014, ele morreu em Chicago, aos 59 anos, de complicações causadas pelo diabetes.

## Legado
Em abril de 2015, um ano após sua morte, a Defected Records lançou uma coletânea retrospectiva, House Masters Frankie Knuckles; Knuckles havia selecionado a lista de faixas antes de sua morte. Além disso, no mesmo mês, como uma homenagem a Knuckles, uma versão de sua música "Baby Wants to Ride" foi lançada pela Underworld e Heller e Farley para marcar o aniversário de sua morte. Foi direto para o primeiro lugar na Official Vinyl Singles Chart do Reino Unido. Todos os rendimentos foram à Fundação Frankie Knuckles Trust e a Fundação Elton John AIDS. Um ano após sua morte, em 4 de abril de 2015, "In Memoriam Essential Mix" foi tocada na BBC Radio 1, contendo dois mixes inéditos de Knuckles.
Knuckles foi destaque nos documentários Maestro (2003), escrito e dirigido por Josell Ramos, The UnUsual Suspects: Once Upon a Time in House Music (2005), dirigido por Chip E. e Continental (2013) sobre os banhos continentais.